# Produkteliminierung
Unter Produkteliminierung (auch Produktelimination) wird in der Betriebswirtschaftslehre eine Produktstrategie verstanden, ein Produkt oder eine Dienstleistung aus dem Produktionsprogramm zu streichen.

## Allgemeines
Die Produktpalette eines Einprodukt- oder vielmehr Mehrproduktunternehmens erfordert eine stetige Anpassung an die Marktentwicklung. Die Produkteliminierung ist neben Produktdifferenzierung, Produktvariation, Produktentwicklung, Produktinnovation und Lifecycle-Management eines der Handlungsfelder der Produktstrategie. Auch die Produktpolitik befasst sich unter anderem mit der Streichung eines Produkts aus dem Produktprogramm. Die Entscheidung, Produkte/Dienstleistungen aus dem Produktionsprogramm zu nehmen, hat zur Folge, dass sie auf dem Markt nicht mehr als Güterangebot erscheinen und deshalb von anderen Marktteilnehmern nicht mehr erworben werden können.

## Gründe
Am Ende des Produktlebenszyklus ist die Produkteliminierung während der Degenerationsphase eine häufige Folge der Produktplanung. Auch die Konzentration auf das Kerngeschäft, dem ein Produkt nicht (mehr) angehört, kann in der Programmpolitik ein Grund für die Eliminierung  sein. Im Regelfall ist auch mit einer Produktvariation eine Produkteliminierung verbunden. Durch Spezialisierung beispielsweise vom Mehrprodukt- zum Einproduktunternehmen müssen Produkte aus dem Produktprogramm genommen werden. Entsprechen die technischen Daten oder die Technologie eines Produkts nicht mehr dem Stand der Technik und eine Produktvariation ist ausgeschlossen, muss das Produkt ebenfalls vom Markt genommen werden. 
Stellen Produkte/Dienstleistungen ein Gesundheitsrisiko für die Verbraucher dar, so müssen sie vom Markt genommen werden. Beispielsweise entschloss sich die Bayer AG im August 2001 zum Rückzug des Cholesterinsenkers Lipobay, nachdem einige Todesfälle in den USA und anderen Ländern bekannt wurden.
Gemäß Verordnung (EG) Nr. 178/2002 trägt jeder Lebensmittelunternehmer auf seiner Fertigungsstufe die Verantwortung für die Lebensmittelsicherheit. Lebensmittelunternehmen müssen Produkte zu ihren Lieferanten und Kunden zurückverfolgen können (Rückverfolgbarkeit) und müssen nicht-sichere Lebensmittel vom Markt nehmen (durch Rücknahme).  
Stellt sich ein vorher eingeführtes Produkt trotz aller Marktanalysen als Flop heraus, empfiehlt sich ebenfalls seine Entfernung vom Markt. Um einen Flop handelt es sich, wenn die Markteinführung von Produkten/Dienstleistungen misslingt, weil sie die Kundenanforderungen nicht erfüllen.

## Wirtschaftliche Aspekte
Die Produkteliminierung dient der Produktprogramm-Bereinigung und schränkt die Produktvielfalt ein. Gleichzeitig ist mit ihr eine Verbesserung der Kostenstruktur verbunden. Mit der Produkteliminierung wird das Ende des Produktlebenszyklus herbeigeführt.
Der Entscheidung, ein Produkt vom Markt zu nehmen, müssen folgende Kriterien zugrunde liegen:
- Quantitative Kriterien: sinkende Umsatzerlöse, sinkende Marktanteile und geringes Marktwachstum, ungünstige Kostenstruktur, geringer Deckungsbeitrag, sinkender Gewinn;
- qualitative Kriterien: negatives Produktimage, Belastung des Firmenimages, negative Auswirkung auf das übrige Produktprogramm, Änderung gesetzlicher Vorschriften, technische Veralterung.

Produkte am Ende ihres Produktlebenszyklus, die einen Teil dieser Kriterien erfüllen, werden „arme Hunde“ (englisch poor dogs) genannt.   
Eliminationskandidaten können insbesondere anhand der Lebenszyklusanalyse, Portfolio-Analyse oder ABC-Analyse erkannt werden. Von großer Bedeutung ist das Timing einer Produkteliminierung, die zum richtigen Zeitpunkt während der Marktentwicklung vorzunehmen ist.